# Alisa Margolis
Alisa Margolis (* 1975 in Kiew, Ukrainische SSR) ist eine in Deutschland tätige US-amerikanische Malerin ukrainischer Abstammung.

## Leben
Alisa Margolis studierte zwischen 1993 und 1997 an der Columbia University in New York.
1997 erhielt sie den Red-Grooms-Kunstpreis des National Arts Club. Durch ein Stipendium konnte sie von 2001 bis 2005 am unabhängigen Künstlerinstitut im De Ateliers in Amsterdam wirken und anschließend, von 2005 bis 2006, am Delfina Studio Trust in London. 2015 war sie eine von vier Preisträgern des Villa-Romana-Preises.
Ihre Werke wurden mehrmals öffentlich ausgestellt, unter anderem 2004 Expander in der Londoner Royal Academy of Arts und 2005 in der 2. Prague Biennale in Prag. Ebenfalls 2004 wurde ihr Gemälde The Triumph of Painting in der Saatchi Gallery in London gezeigt und 2009 Walker Evans and the Barn im Amsterdamer Stedelijk Museum. 2013 beteiligte sie sich an der Open-Air-Skulpturen-Triennale im Berliner Prinzessinnengarten.
Im Allgemeinen fertigt sie ihre Werke, die abstrakte Kompositionen mit Blumenmotiven verbinden und visuell zwischen figurativ und Abstraktion anzuordnen sind, „mit energischen farbigen Pinselstrichen auf schwarzem Hintergrund“.
Margolis lebt und arbeitet in Berlin.
Seit dem Jahr 2021 ist sie Professorin für Malerei und Aktzeichnen an der Staatlichen Akademie der Bildenden Künste Stuttgart.

## Schriften
- Alisa Margolis; Hans Ulrich Gumbrecht; Michele Robecchi: Theory of Everything. Essays. Merz & Solitude, Berlin, 2011. ISBN 978-3-9371-5862-4